# باول ايمانويل
باول ايمانويل (بالإنجليزية: Paul Emmanuel)‏ هو فنان جنوب أفريقي، ولد في 1969 في كابوي في زامبيا.